# Тре Виле (Фиренца)
Тре Виле је насеље у Италији у округу Фиренца, региону Тоскана.
Према процени из 2011. у насељу је живело 36 становника. Насеље се налази на надморској висини од 38 м.